# Ficus botryocarpa
Ficus botryocarpa är en mullbärsväxtart. Ficus botryocarpa ingår i släktet fikonsläktet, och familjen mullbärsväxter.

## Underarter
Arten delas in i följande underarter:
- F. b. botryocarpa
- F. b. hirtella
- F. b. subalbidoramea